# Eleazar Fuentes
Eleazar Enrique Fuentes Mendoza (c. 2006-Caracas, Venezuela, 28 de mayo de 2024) fue un estudiante venezolano herido de gravedad el 25 de mayo de 2024 cuando un funcionario de la Policía Nacional Bolivariana (PNB) le disparó mientras se encontraba conduciendo en motocicleta. El hecho generó conmoción en la opinión pública venezolana.

## Asesinato
Estudiaba el sexto año de Informática en la Escuela Técnica Dr. Prisco Villasmil de Fe y Alegría y estaba realizando sus pasantías en la sede de IPOSTEL en San Martín. El 25 de mayo de 2024, se encontraba conduciendo en motocicleta junto con al menos otras diez personas en la calle Santa Ana de Carapita, en Antímano, Caracas. Cuatro funcionarios de la Policía Nacional Bolivariana retuvieron a uno de los compañeros, sin pedirle la documentación, y posteriormente abrieron fuego contra los motorizados, hiriendo de gravedad a Fuentes en la cabeza. Los hechos fueron grabados y compartidos en redes sociales.
Uno de los cuatro funcionarios huyó del sitio, mientras que a los tres restantes se lo impidieron los motorizados y vecinos del sector. Dichos funcionarios fueron detenidos la misma noche, mientras que el policía restante, Leudis Freitas, fue arrestado el 27 de mayo. Los cuatro funcionarios fueron identificados como Leudis Armando Freitas Ulloas, Emerson Jhorjan Delgado Azuaje, Henrique José Pacheco Medina y Eniyer Sosa Urbina.
Eleazar permaneció en estado crítico fue intervenido quirúrgicamente en la unidad de cuidados intensivos del Hospital General Dr. Miguel Pérez Carreño, pero falleció en la noche del 28 de mayo a los 17 años de edad. Sufrió de pérdida de masa encefálica en la parte posterior izquierda. Su familia informó que sería sepultado en el cementerio de Antímano.

## Reacciones
Fe y Alegría extendió sus condolencias por el fallecimiento de Fuentes.La PNB publicó un comunicado en el que lamentaba la muerte de Eleazar, en el que expresaba que se inició la investigación de los hechos y una investigación disciplinaria contra aquellos involucrados.Los compañeros de Eleazar rechazaron la versión policial que aseguraba que se encontraban haciendo piruetas o "caballitos", que estuvieran cometiendo hechos vandálicos, o que habían sesenta motorizados, señalando que hubiesen más heridos de ser el caso.
En la tarde del 29 de mayo, un grupo de motorizados hizo una caravana desde la autopista Francisco Fajardo hasta las afueras del Palacio de Justicia de Caracas para protestar en contra del asesinato de Eleazar.
Tarek William Saab, fiscal general designado por la Asamblea Nacional Constituyente, declaró que a los oficiales se les imputarían los delitos de homicidio calificado en grado de frustración, con el agravante de haber obrado en un menor de edad, y uso indebido de arma orgánica.